# Пшеничников Юрій Павлович
Юрій Павлович Пшеничников (2 червня 1940, Ташкент, Узбецька РСР, СРСР — 20 грудня 2019) — радянський футболіст, воротар. Заслужений майстер спорту (2003).

## Біографія
Батько Юрія зник безвісти під час Великої вітчизняної війни, і мати дала йому своє прізвище.
Перший тренер — Л. Янсон. Саме він поставив Юрія у ворота. Почав грати в 1956 році в юнацькій команді «Трудові резерви» (Ташкент). З 1958 року — в основній команді «Трудових резервів», яка виступала в класі Б.
У 1960 році дебютував за «Пахтакор» (Ташкент). Два сезони поспіль — 1961 і 1962 — провів без жодної заміни.
У 1968 році перейшов з «Пахтакора» в ЦСКА. Йому відразу присвоїли офіцерське звання лейтенанта і виділили трикімнатну квартиру. За підсумками року він був визнаний кращим воротарем країни.
У 1969 році травмував праву руку, куди лікарі йому поставили платинову пластину. В результаті Пшеничников не потрапив на чемпіонат світу 1970 року у Мексиці, а коли повернувся до гри, новий тренер Валентин Ніколаєв відправив його в дубль. Пшеничников, у свою чергу, написав рапорт про звільнення і два місяці не з'являвся в команді. При цьому самостійно щодня тренувався в Сокольниках.
Через деякий час, уже звільнений з армії, футболіст заглянув у ЦСКА. Ніколаєв несподівано запропонував йому зіграти на наступний день за дублерів і пообіцяв, що, якщо залишиться задоволений його грою, поверне в основний склад. Пшеничников погодився. Армійці виграли у дублерів «Торпедо» з рахунком 4:0, і в наступному матчі — з ростовським СКА — він знову став у ворота основного складу. ЦСКА переміг 5:1, та до кінця чемпіонату він вже нікому не поступався своїм місцем.
У 1972 році, коли «Пахтакор» боровся в першій лізі за путівку в клас найсильніших, Пшеничников повернувся в Ташкент і фактично став граючим тренером. Це був його останній ігровий сезон — через травму він завершив кар'єру.
У чемпіонатах СРСР у вищій лізі провів 243 матчі.
У збірній СРСР провів 19 матчів. Дебютував у національній команді 18 вересня 1966 року в Белграді в матчі проти СФРЮ (2:1). Закінчив кар'єру в збірній також матчем проти СФРЮ (4:0) 28 жовтня 1970.
Працював тренером у ЦСКА в 1978 році. По лінії Міністерства оборони СРСР виїжджав на роботу з армійськими командами в зарубіжних країнах. У 1979—1983 був головним тренером команд лаоського «Контхаба», у 1989 — клубу КОСФАП (Антанаріву, Мадагаскар), який роком раніше привів до чемпіонського титулу Володимир Мунтян.
У 1984-88 роках працював директором СДЮШОР ЦСКА.
В 1990 році, по липень, працював тренером ЦСКА-2, а з вересня очолив СКА (Ростов-на-Дону). Ростовській команді допомогти він не зміг — клуб зайняв 20-е місце (з 22-х) в Центральній зоні 2-ї ліги і вилетів в 2-у нижчу лігу.
У 1991 перейшов на роботу тренером в «Асмарал». У 1994-95 (по жовтень) знову працював за кордоном — головним тренером у клубі з ОАЕ «Ратель-Хайма».
З грудня 1995 року — тренер СДЮШОР ЦСКА (Москва), працював з юними футболістами аж до 1999 року. У 1999—2000 роках — тренер воротарів у ЦСКА.
У 2002—2003 — тренер СДЮШОР «Торпедо-ЗІЛ» (Москва).
У 2002 відкрив «Клуб футбольних воротарів Пшеничникова», де сам працював з дітьми від 10 років і старше.
З березня 2005 по вересень 2008 — тренер групи воротарів СДЮШОР «Динамо» (Москва).

## Досягнення

### Як футболіста
- 1970 — Чемпіон СРСР у складі ЦСКА
- 1968 — отримав приз «Воротар року»
- Член клубу Льва Яшина (110 матчів без пропущених голів)
- Переможець першої ліги СРСР 1972 року в складі «Пахтакора»

### Як тренера
- 1981, 1982 — чемпіон Лаосу
- 1980 — володар Кубка Лаосу
- Нагороджений медаллю «Шухрат» (2006)[4]

## Родина
Перша дружина: Любов Андріївна Щоголєва (27.01.1942 — 12.12.2001)
Діти: Світлана (1962 р. н.), Лариса (1970 р. н.)
Друга дружина: Любов Василівна